# Immigration en Turquie
L'immigration en Turquie débute dès l'effondrement de l'Empire ottoman à partir des années 1920 lorsque la république de Turquie accueille graduellement près de 430 000 musulmans en provenance de Roumanie, de Bulgarie et de Yougoslavie anciennement ottomanes.
L'immigration se poursuit aujourd'hui, la Turquie étant le premier pays d'accueil des réfugiés de la guerre civile syrienne. 
La Turquie est également un important pays de transit des migrations irrégulières vers l'Europe occidentale.

## Statistiques
|                                    | 2011       | 2015       | 2018       |
| ---------------------------------- | ---------- | ---------- | ---------- |
| Population totale                  | 74 526 000 | 78 741 053 | 82 003 882 |
| Turquie                            | 73 569 000 | 77 148 616 | 79 725 382 |
| Population totale née à l'étranger |            | 1 592 437  | 2 278 500  |
| Bulgarie                           | 409 000    | 378 658    | 362 700    |
| Irak                               | 9 000      | 97 500     | 283 800    |
| Allemagne                          | 156 000    | 263 318    | 281 900    |
| Syrie                              | 6 000      | 76 400     | 163 800    |
| Afghanistan                        | 16 000     | 38 692     | 115 200    |
| Azerbaïdjan                        | 25 000     | 52 836     | 85 300     |
| Iran                               | 9 000      | 36 200     | 80 200     |
| Turkménistan                       | 5 000      | 24 937     | 71 200     |
| Ouzbékistan                        | 18 000     | 36 083     | 63 200     |
| Russie                             | 13 000     | 34 486     | 47 200     |
| Arabie saoudite                    | 5 000      | 14 573     | 41 300     |
| Macédoine du Nord                  | 83 000     | 43 400     | 40 000     |
| Pays-Bas                           | 9 000      | 32 345     | 34 600     |
| France                             | 10 000     | 28 507     | 33 900     |
| Royaume-Uni                        | 8 000      | 32 140     | 30 600     |
| Grèce                              | 33 000     | 26 928     |            |
| Belgique                           | 5 000      | 26 531     |            |
| Géorgie                            | 5 000      | 25 019     |            |
| États-Unis                         | 11 000     | 24 026     |            |
| Kazakhstan                         | 12 000     | 21 546     |            |
| Ukraine                            | 5 000      | 20 547     |            |
| Chypre du Nord                     | 10 000     | 20 402     |            |
| Autriche                           | 6 000      | 18 609     |            |
| Kirghizistan                       | 4 000      | 17 235     |            |
| Libye                              | 2 000      | 16 442     |            |
| Moldavie                           | 5 000      | 13 472     |            |
| Suisse                             | 8 000      | 13 453     |            |
| Chine                              | 2 000      | 12 426     |            |
| Roumanie                           | 10 000     | 9 512      |            |
| Serbie et Monténégro               | 9 000      | 9 201      |            |
| Égypte                             |            | 5 067      |            |

En 2019, les principaux pays d'origine des immigrés en Turquie sont : le Turkménistan (+ 65 936), la Syrie (+ 35 139), l'Afghanistan (+ 30 438), l'Irak (+ 25 198) et l'Iran (+ 24 347),.

### Estimation de la population immigrée
|                              | 2019       |
| ---------------------------- | ---------- |
| Population Totale en Turquie | 85.004.882 |
| Population immigrée totale   | 5.876.829  |
| Syrie                        | 3.743.494  |
| Bulgarie                     | 652.900    |
| Allemagne                    | 371.430    |
| Irak                         | 230.277    |
| Macédoine du Nord            | 195.449    |
| Iran                         | 83.183     |
| Grèce                        | 80.407     |
| Pays-Bas                     | 29.630     |
| Roumanie                     | 28.155     |
| Russie                       | 26.967     |
| Royaume-Uni                  | 25.680     |
| Azerbaïdjan                  | 22.792     |
| France                       | 21.690     |
| Autriche                     | 19.463     |
| États-Unis                   | 18.435     |
| Afghanistan                  | 6969       |
| Chypre                       | 14.107     |
| Suisse                       | 14.077     |
| Belgique                     | 11.881     |
| Ouzbékistan                  | 10.813     |
| Géorgie                      | 8.837      |
| Suède                        | 7.240      |
| Kazakhstan                   | 6.781      |
| Arabie saoudite              | 5.971      |
| Ukraine                      | 5.672      |
| Norvège                      | 4.823      |
| Pologne                      | 4.635      |
| Danemark                     | 4.567      |
| Albanie                      | 4.495      |
| Libye                        | 4.167      |
| Australie                    | 3.984      |
| Italie                       | 3.857      |
| Israël                       | 3.690      |
| Bosnie-Herzégovine           | 3.212      |
| Moldavie                     | 3.165      |
| Somalie                      | 2.942      |
| Turkménistan                 | 2.758      |
| Japon                        | 2.715      |
| Kirghizistan                 | 2.662      |
| Chine                        | 2.385      |
| Finlande                     | 2.267      |
| Canada                       | 1.934      |
| Espagne                      | 1.640      |
| Pakistan                     | 1.579      |
| République tchèque           | 1.537      |
| Liban                        | 1.534      |
| Jordanie                     | 1.241      |
| Nigeria                      | 1.189      |
| Arménie                      | 1.076      |
| Égypte                       | 1.065      |
| Palestine                    | 1.000      |

Source :https://www.un.org/en/development/desa/population/migration/data/estimates2/estimates19.asp

### Population par nationalité en Turquie
|                              | 2015       | 2018       |
| ---------------------------- | ---------- | ---------- |
| Population Totale en Turquie | 77.695.904 | 80.810.525 |
| Turquie                      | 77.177.625 | 79.891.464 |
| Population étrangère totale  | 518.279    | 919.061    |
| Irak                         | 47.219     | 201.082    |
| Afghanistan                  | 33.569     | 79.640     |
| Allemagne                    | 63.183     | 77.224     |
| Syrie                        | 50.903     | 64.586     |
| Azerbaïdjan                  | 30.205     | 51.564     |
| Iran                         | 21.900     | 44.943     |
| Turkménistan                 | 18.418     | 42.841     |
| Ouzbékistan                  | 10.964     | 31.593     |
| Russie                       | 21.599     | 24.254     |
| Géorgie                      | 19.091     | 23.246     |
| Ukraine                      | 12.936     | 18.684     |
| Kirghizistan                 | 10.575     | 18.562     |
| Libye                        | 6.168      | 15.810     |
| Égypte                       | 2.735      | 14.546     |
| Autriche                     | 10.453     | 14.362     |
| Kazakhstan                   | 11.853     | 12.586     |
| Chine                        | 8.298      | 12.440     |
| Royaume-Uni                  | 14.883     | 10.263     |
| Moldavie                     | 7.028      | 9.213      |
| Bulgarie                     | 9.153      | 8.445      |
| Palestine                    | 2.526      | 8.264      |
| Yémen                        | 1.276      | 7.069      |
| États-Unis                   | 8.897      | 6.861      |
| Maroc                        | 2.283      | 5.503      |
| Jordanie                     | 1.526      | 5.303      |
| Pays-Bas                     | 5.287      | 5.166      |
| Nigeria                      | 1.714      | 4.437      |
| Inde                         | 1.150      | 4.131      |
| Indonésie                    | 2.438      | 3.869      |
| Pakistan                     | 1.980      | 3.711      |
| Somalie                      | 4.202      | 3.365      |
| Philippines                  | 1.648      | 3.159      |
| Tadjikistan                  | 1.221      | 3.091      |
| France                       | 3.782      | 3.047      |
| Albanie                      | 1.651      | 2.908      |
| Corée du Sud                 | 3.905      | 2.882      |
| Algérie                      | 806        | 2.664      |
| Danemark                     | 2.597      | 2.584      |
| Arabie saoudite              | 551        | 2.436      |
| Italie                       | 2.909      | 2.236      |
| Biélorussie                  | 1.110      | 2.095      |

Source :https://ec.europa.eu/eurostat/fr/data/database